# Касьянов Олександр Олександрович
Касьянов Олександр Олександрович (рос. Касьянов Александр Александрович; 17 серпня 1891 — 13 лютого 1982) — радянський російський композитор, диригент, піаніст, педагог, громадський діяч. Народний артист СРСР.

## З життєпису
У 1917 році закінчив Петербурзьку консерваторію по класу теорії композиції під керівництвом М. О. Соколова, потім на вищому курсі (при консерваторії) займався по класу фортепіано у свого дядька С. М. Ляпунова. В юності користувався консультаціями М. О. Балакірєва і О. К. Глазунова.
У січні 1919 року колектив нижньогородського симфонічного оркестру обрав його диригентом. У 1920-ті роки керував музичною самодіяльністю, працював консультантом і лектором в клубах, диригентом симфонічних концертів, писав музику для спектаклів, складав пісні, романси.
У 1922 році складав програми музичних передач і виступав як піаніст у концертах, організованих радіолабораторією, заснованою М. О. Бонч-Бруєвичем, керував першим в Росії Радіоконцертом з Нижнього Новгорода. Співпрацював з радіоцентром (1930—1941), до 1936 року був його постійним композитором.
З 1924 до 1949 року завідував музичною частиною 1-го Державного театру Нижнього Новгорода (нині Нижньогородський державний академічний театр драми імені М. Горького).
У 1951 році брав активну участь у створенні Горьковського відділення Спілки композиторів СРСР і до 1962 року був головою його правління. Член правління СК СРСР (1948—1962).